# Favartia taylorae
Favartia (Murexiella) taylorae taylorae là một loài ốc biển, là động vật thân mềm chân bụng sống ở biển thuộc họ Muricidae, họ ốc gai.

## Miêu tả
Vỏ ốc có kích cỡ trung bình khoảng 16 mm

## Phân bố
Loài này phân bố ở Vịnh Mexico dọc theo bang Florida.